# Basic Income Grant
Basic Income Grant (BIG), auf Deutsch etwa Grundeinkommen-Zuwendung, bezeichnet ein bedingungsloses Grundeinkommen in diversen englischsprachigen Staaten.

## Namibia
BIG bezeichnet in Namibia ein Sozialprojekt, das jedem Bürger ein bedingungsloses Grundeinkommen geben sollte. Für jede Person ist eine bedingungslose Auszahlung von monatlich mindestens 100 Namibia-Dollar (dies entspricht – Stand Januar 2016 – etwa 6 Euro) bis zum Rentenalter (60 Jahre) vorgesehen. Die Finanzierung erfolgte aus Spendengeldern.
Am 14. Dezember 2015 gab Staatspräsident Hage Geingob bekannt, dass im Rahmen der Ausmerzung der Armut bis 2025 BIG in – leicht veränderter Form – im April 2016 eingeführt werden soll. Am 5. April 2016 stellte Präsident Geingob das Konzept Harambee-Wohlfahrts-Programm in seiner Rede zur Lage der Nation vor. Diese unterstrich das Ende des Projekts BIG (seit 2013 beendet), welches durch ein Conditional Income Grant (etwa an Bedingungen geknüpftes Grundeinkommen) ersetzt werden soll (siehe Letzte Entwicklungen).
Durch die Einrichtung des namibischen Ministerium für Armutsbekämpfung und soziale Wohlfahrt im März 2015, hatte das Projekt neue Zustimmung erhalten. Minister Zephania Kameeta sprach sich im Juli 2015 uneingeschränkt für ein Grundeinkommen aus. Staatspräsident Hage Geingob, der zuvor jahrelang als Befürworter von BIG galt, äußerte sich zuvor jedoch kritisch.

### Geschichte
Der Basic Income Grant wurde erstmals im September 2003 von der offiziellen Kommission Namibian Tax Consortium (Namtax) vorgeschlagen. Er wird von der BIG-Koalition, einem breiten Bündnis aus Kirchen- und Entwicklungshilfeorganisationen, getragen. Die Genehmigung für die Durchführung des Projekts erteilte die namibische Regierung für die Gemeinde Otjivero, gleichwohl deutlich gemacht wurde, dass sie nicht die Absicht habe, landesweit ein BIG einzuführen.
Im Januar 2008 startete ein zweijähriges Pilotprojekt in der namibischen 1000-Seelen-Gemeinde Otjivero-Omitara, 100 km östlich der Hauptstadt Windhoek gelegen. Alle Einwohner, vom Säugling bis zum Rentner, bekamen monatlich den Betrag von N$ 100 bedingungslos ausgezahlt. Im sechsmonatigen Abstand wurden ihre Lebensbedingungen gemessen und verglichen. Die Projektleitung versprach sich eine signifikante Verbesserung der Lebensbedingungen durch die Zahlungen.
Nach dem offiziellen Projektende im Dezember 2009 wurde ab Januar 2010 ein reduzierter Betrag (80 N$, ca. 8 Euro) gezahlt. Diese Zahlung wurde zunächst bis 2011 in Aussicht gestellt, schließlich aber bis März 2012 fortgeführt. Die das BIG-Projekt in Namibia tragende BIG-Koalition aus Kirchen, Gewerkschaften und Nicht-Regierungsorganisationen hatte mit dem politisch motivierten Austritt des Nationalen Gewerkschaftsverbands (NUNW) 2010 einen Rückschlag erlitten. Der NUNW sah das Projekt als den falschen Weg an, um die wirtschaftlichen Probleme einzelner Personen zu lösen. Auch die Regierung gab ihre ablehnende Haltung unter dem Eindruck des Pilotprojektes nicht auf. Mit Hage Geingobs wurde ein bekennender Befürworter der Einführung eines flächendeckenden BIG 2012 zum Ministerpräsidenten von Namibia ernannt. Im März 2012 wurde die regelmäßige Zahlung eines Grundeinkommens in Otjivero-Omitara eingestellt. Seitdem gab es nur sporadische Zahlungen.
Allerdings trat die Gewerkschaft zwei Monate später wieder in die Koalition ein.
Auf dem im September 2012 abgehaltenen Welt-Kongress des Basic Income Earth Networks (BIEN) in München berichtete Dirk Haarmann von der Entwicklung in Otjivero, sowie über die Einführung eines landesweiten Bedingungslosen Grundeinkommens.
Das Projekt BIG wurde am 10. Februar 2013 eingestellt.

### Möglichkeiten, einen landesweiten BIG zu finanzieren
Zurzeit sind drei mögliche Finanzierungswege im Gespräch. Die Mehrwertsteuer soll um 6,5 % angehoben werden. Des Weiteren ist eine Umgestaltung des Steuersystems im Gespräch. Die Einkommensteuer soll progressiv angehoben werden, sodass die Kosten vor allem die einkommensstarken Bewohner zu tragen hätten. Eine dritte Finanzierungsquelle soll durch die vollständige Umstrukturierung des staatlichen Ausgabenbudgets erschlossen werden.
Berechnungen von Befürwortern des Grundeinkommens zufolge würde die landesweite Einführung des BIG den namibischen Staat zwischen zwei und vier Prozent des Bruttoinlandsproduktes (BIP) kosten. Der Internationale Währungsfonds (IWF) spricht hingegen von über fünf Prozent. Bei einem Aufwand von über fünf Prozent des BIP gilt das Projekt als nicht durchführbar. Die Zahlen des IWF wurden von der BIG-Koalition in Frage gestellt.

### Begründung eines Basic Income Grant in Namibia
Mit Hilfe des Basic Income Grant soll vor allem das Problem der Armut sowie der ungleichen Einkommensverteilung bekämpft werden. Der die Ungleichheit der Einkommensverteilung messende Gini-Koeffizient ist in Namibia nach wie vor sehr hoch, hat sich aber nach der Unabhängigkeit des Landes verbessert. Er lag 1993, drei Jahre nach der Unabhängigkeit, bei 0,74, sank dann leicht auf 0,70 und liegt gemäß der letzten vorliegenden Erhebung 2009/2010 bei 0,58. Damit gehört Namibia weiterhin zu einer Gruppe von Ländern mit sehr hoher Einkommensungleichheit. Zwei Drittel der Bevölkerung leben unter der Armutsgrenze. Das BIG soll die Eigeninitiative fördern. Menschen die bisher soziale Hilfe in Anspruch nahmen, wurden für die Aufnahme einer entgeltlichen Tätigkeit, durch Entzug dieser Zuschüsse, „bestraft“. Zudem werden positive Effekte auf die anhaltend hohe Arbeitslosigkeit erwartet. Viele Menschen seien zu arm, um überhaupt in der Lage zu sein, sich für eine Anstellung zu bewerben (Mobilitätsdefizite, Fehlen passender Kleidung, keine Postanschrift, …). Des Weiteren wird in der Diskussion auf den Zusammenhang von Aids und Armut verwiesen. Unter den Ärmsten ist die Aidsinfektionsrate am höchsten. Das BIG soll die Ausbreitung von Aids eindämmen.
Die Vorschläge in Namibia greifen die Diskussion auf, die in Südafrika seit längerem geführt wird.

#### Die BIG-Koalition
Die BIG-Koalition ist ein im April 2005 entstandenes breites Bündnis von Kirchen und Entwicklungshilfeorganisationen. Ziel ist die Bekämpfung der Armut in Namibia durch die Etablierung eines bedingungslosen Grundeinkommens. Dem Bündnis gehören der Kirchenrat Namibias, der Dachverband der Nichtregierungsorganisationen (Nangof), der Dachverband der Aidshilfe-Organisationen (Nanaso), der Nationale Gewerkschaftsverband (NUNW) (bis 2010), die juristische Bürgerberatung LAC und das Labour Resource and Research Institute (LaRRI) an. Sitz der Kampagne ist die Abteilung für Soziale Entwicklung (DfSD) der Evangelisch-Lutherischen Kirche in der Republik Namibia (ELCRN). Die Leitung des Projekts obliegt Claudia Haarmann und Dirk Haarmann.

### Das Pilotprojekt in Otjivero-Omitara

#### Finanzierung und Kosten des Projekts
Das im Januar 2008 gestartete Pilotprojekt der Auszahlung eines Grundeinkommens führte man in dem Ort Otjivero-Omitara durch. Das Projekt wurde von den Initiatoren „Pilotprojekt“ genannt, weil sie auf eine Ausdehnung des Projektes auf das ganze Land hofften. Das  Projekt sollte die administrative Durchführbarkeit und die armutsmindernden Wirkungen des BIG belegen. Die Kosten des Projekts wurden von den evangelischen Kirchen des Rheinlands und von Westfalen, vom deutschen Ministerium für Entwicklung und Zusammenarbeit, von der Friedrich-Ebert-Stiftung sowie von individuellen Spendern aus Deutschland, der Schweiz, Österreich und Namibia getragen. In welchem Umfang die genannten Gruppen von Zuwendern finanziell zu dem Projekt beitrugen, ist nicht bekannt. Angaben über die Kosten des Pilotprojekts gehen weit auseinander. Geprüfte Zahlenangaben darüber wurden nicht veröffentlicht. Allerdings haben die Projektleiter in einem Zeitungsbeitrag die Gesamtkosten des Pilotprojekts mit 3 Mio. N$ (ca. 300.000 Euro) angegeben. Schätzungen von außerhalb des Projekts kommen dagegen auf weit höhere Summen, etwa auf einen Gesamtkostenbetrag von 15 Mio. N$ (ca. 1,5 Mio. Euro). Die Unterschiede in den Zahlenangaben bzw. Schätzungen dürften teilweise auf eine unterschiedliche Definition von „Projektkosten“ zurückzuführen sein.

##### Modalitäten der Auszahlung des BIG
Die Stadt sei repräsentativ für die ökonomischen Probleme vieler Orte in Namibia. Die Orte Omitara und Otjivero liegen 100 km östlich von Windhoek. Die zu Beginn des Projekts gezählten 940 Einwohner von Omitara erhielten zwei Jahre lang monatlich 100-N$. Auch Strafgefangenen standen diese Zahlung zu. Menschen, die über 60 Jahre alt sind, erhielten keine Zahlungen, da ihr Lebensunterhalt durch den Anspruch auf eine gesetzliche Mindestrente gedeckt wird. Die Auszahlung erfolgte über eine Chipkarte, auf der die persönlichen Daten (Name, Foto, Fingerabdrücke, Registriernummer, erfolgte Zahlungsvorgänge) eines jeden Einwohners gespeichert waren. Die Auszahlung des Geldes konnte bis zu sechs Monate verzögert erfolgen. In den ersten Monaten des Projekts wurde die Geldvergabe zentral an einem Tag durchgeführt, dabei kam es zu kleineren Auseinandersetzungen.

##### Evaluierungen der Projektergebnisse
Für das Projekt war ursprünglich ein halbjährlicher Zyklus von Evaluationen vorgesehen. Nach der Bestandsaufnahme, die Ende 2007 durchgeführt wurde, waren vier Erhebungen geplant. Es fanden aber nur zwei statt. Der erste Bericht, der im September 2008 veröffentlicht wurde, erfasst die Entwicklungen der ersten sechs Monate in Otjivero unter dem Einfluss des BIG. Der zweite Forschungsbericht, der Mitte 2009 erschien,
deckt das ganze Jahr 2008 ab. In diesem Dokumentationbericht finden sich auch Fotos aus dem Dorf Otjivero aus der Zeit vor, während und nach der Zeit des Pilotprojekts. Entgegen der ursprünglichen Ankündigung wurden keine weiteren Erhebungen und Wirkungsstudien durchgeführt.

##### Wirkungen des BIG
Mitinitiator Herbert Jauch vom Labour Resource and Research Institute berichtet in einem Interview in der Zeitschrift Publik-Forum, dass nach zwei Jahren praktisch kein Kind des Dorfes mehr unternährt ist. Vor der Einführung des Basic Income Grants war fast die Hälfte der Kinder davon betroffen. Inzwischen beenden rund 90 Prozent der Kinder die Grundschule, zuvor lag dieser Anteil bei 40 Prozent. Die öffentliche Klinik in Otjivero wird nun vier Mal so stark genutzt. Durch das BIG wurden nach Berichten auch vermehrt unternehmerische Aktivitäten angestoßen. Entscheidend ist dabei, dass die Menschen eine erste Ausstattung für die Unternehmung kaufen können, und dass andererseits ausreichend Kaufkraft im Dorf vorhanden ist, die Produkte zu kaufen. Laut Polizeistatistik haben Fälle von Wilderei und Holzdiebstahl um 60 Prozent abgenommen. Um zu verhindern, dass das Geld vertrunken wird, haben die Dorfbewohner ein Komitee gegründet, um sich gegenseitig zu beraten, wie mit dem Geld umzugehen ist. Es wurde vereinbart, dass die Kneipen des Ortes am Auszahlungstag geschlossen bleiben. Und das BIG für die Kinder wird in der Regel nur an Frauen ausbezahlt. Insgesamt wird das Fazit gezogen, dass sich die Machtverhältnisse im Ort geändert haben: die Stellung der Frauen hat sich verbessert, und die Dorfbewohner sind selbstbewusster gegenüber den umliegenden weißen Farmern geworden. Als negative Auswirkung war festzustellen, dass als Folge Menschen aus anderen Landesteilen nach Otjivero gezogen sind (meistens Verwandte, die keinen Anspruch auf das Einkommen haben).
Die oben angeführten günstigen Wirkungen des BIG können jedoch aufgrund methodischer Mängel im Projekt und bei der Evaluierung angezweifelt werden.
1. Es liegen nur zwei Evaluierungsberichte vor, einer über die ersten sechs Monate und einer über die ersten zwölf Monate. Alle behaupteten günstigen Entwicklungen und Tendenzen in Otjivero werden aus diesen Berichten abgeleitet. Die ursprünglich vom Projekt vorgesehenen zwei weiteren Evaluierungen 2009 wären methodisch erforderlich gewesen, sind aber nicht durchgeführt worden.
2. Projektleiter und wissenschaftliche Berater sind sämtlich bekannte Befürworter eines Grundeinkommens. Neutrale Experten, Mitarbeiter der staatlichen namibischen Sozialverwaltung oder Sozialwissenschaftler der Universität von Namibia waren an der Durchführung und Auswertung des Projekts nicht beteiligt.
3. Es ist keine Kontrollgruppe „ohne BIG“ definiert worden, mit der man die Ergebnisse in Otjivero hätte vergleichen können. Dieses unter Fachleuten selbstverständliche Vorgehen wird von den Projektverantwortlichen zwar im Prinzip anerkannt, aber dann doch abgelehnt, und zwar mit dem Argument, dass dies „ethisch problematisch“ sei.[23]
4. Projektexterne Personen erhalten keinen Zugang zu den Daten, die das Projekt gewonnen hat. Diese im internationalen Vergleich ungewöhnliche Restriktion wurde von den Projektverantwortlichen unterschiedlich begründet. Teils wurden die Antragsteller beschieden, dass es beim BIG in Otjivero um den Menschen gehe und nicht um eine akademische Übung. Teils wurde die Befürchtung vorgebracht, dass die Projektdaten von Gegnern eines BIG missbraucht werden könnten. In einem Zeitungsartikel begründen die Projektverantwortlichen die Verweigerung des Zugriffs auf ihre Datenbank mit folgendem Argument: „The Otjivero citizens were promised confidentiality of their personal information.“[24]

Der IWF lehnte das Projekt noch 2012 aus prinzipiellen Gründen ab. Die UN Commission on Sustainable Development und der Lutherische Weltbund (LWF) hingegen hätten das Projekt in Namibia als „best-practised model in development“ bezeichnet.
Zudem kann das Modellprojekt offenbar in den reichen Nationen dazu motivieren, für die Auszahlung des BGE zu spenden, auch wenn dies für einen ganzen Staat nicht ausreicht. Ende 2012 konnte etwa die Kölner Initiative Grundeinkommen weitere 6479 Euro für Otjivero verbuchen.

##### Die Lage der Menschen in Otjivero Mitte 2012
Mitte 2012, kurz nach dem Ende der regelmäßigen monatlichen Zahlungen des (reduzierten) BIG, ist die wirtschaftliche und soziale Lage in Otjivero anscheinend wenig günstig. Clemens von Alten, ein Journalist der deutschsprachigen Allgemeinen Zeitung, berichtet im Mai 2012 von einem Gespräch mit dem Dorfältesten von Otjivero, Ernst Gariseb. Dieser sagte: „Seit zwei Jahrzehnten sitzen wir hier ohne Arbeit, Entwicklung, Perspektiven.“ Die Schlussfolgerung des Journalisten ist: „Trotz der Unterstützung durch den BIG ist irgendeine Entwicklung in Otjivero nicht zu erkennen.“
Was die materielle Situation in Otjivero angeht, kommt Markus Wolff in einem umfangreichen Artikel für die Zeitschrift GEO zu einem ähnlich ungünstigen Ergebnis. Auf der positiven Seite sieht er aber die Möglichkeit, dass der BIG das individuelle Geben-Können stärken kann, das für die in Otjivero lebenden Damara von großer Bedeutung ist, weil es ihnen gesellschaftliche Teilhabe und Anerkennung sichert. Wolff folgt dabei einer These der Tübinger Ethnologin Sabine Klocke-Daffa.

#### Letzte Entwicklungen
Bei seiner Rede zur Lage der Nation im April 2021 erteilte Geingob der Idee eines BIG eine klare finale Absage. Es soll stattdessen eine Anpassung der bisherigen Sozialhilfen geben.
Im Januar 2022 bestätigte das Kabinett die Einführung eines bedingten Grundeinkommens für marginalisierte Menschen und Empfänger von Nahrungsmittelhilfen. Dieses werde umgesetzt, sobald der Staatshaushalt es zulasse. Zum Finanzjahr 2023/24 wurde das bedingte Grundeinkommen (CBIG) für 8047 Haushalte bzw. 37.053 Personen eingeführt.

## Südafrika
Im Januar 2022 wurden in Südafrika Pläne zur Einführung eines BIG konkretisiert.